# Paredes de Sigüenza
Paredes de Sigüenza – gmina w Hiszpanii, w prowincji Guadalajara, w Kastylii-La Mancha, o powierzchni 32,95 km². W 2011 roku gmina liczyła 33 mieszkańców.